# Omar Labruna
Omar Raúl Labruna (Buenos Aires, 3 aprile 1957) è un allenatore di calcio ed ex calciatore argentino, di ruolo centrocampista, tecnico del Boca Unidos.

## Carriera

### Club

#### Giocatore
Ha trascorso la sua carriera principalmente nel campionato argentino di calcio.

#### Allenatore
Inizia la sua carriera da allenatore nel 2003 al Belgrano per poi andare all'Audax Italiano.

## Palmarès

### Giocatore

#### Competizioni nazionali
- Campionato argentino: 5

River Plate: Metropolitano 1977, Metropolitano 1979, Nacional 1979, Metropolitano 1980, Nacional 1981